# Bevel FC

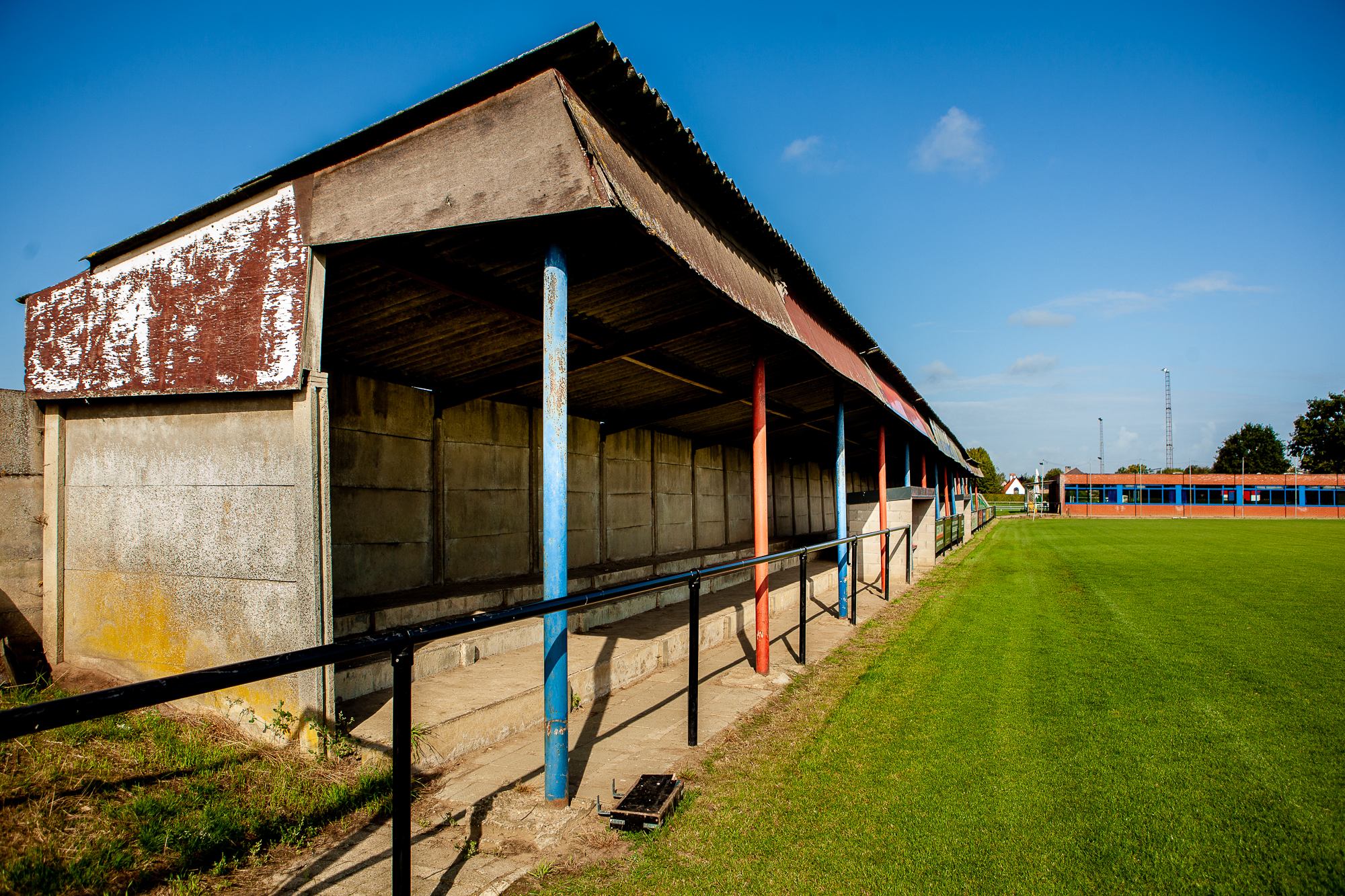
Het A-terrein van Bevel FC.

K. Bevel FC is een Belgische voetbalclub uit Bevel. De club is aangesloten bij de KBVB met stamnummer 1640 en heeft rood en blauw als kleuren. De club speelde in haar bestaan enkele seizoenen in de nationale reeksen. 
Het motto van de club luidt: Voetbal heeft meer dan twee doelen

## Geschiedenis
De club sloot zich in 1927 aan bij de Belgische Voetbalbond en ging er in de regionale reeksen spelen.
Bevel FC klom gestaag op en tijdens de Tweede Wereldoorlog, in 1943, bereikte men voor het eerst de nationale bevorderingsreeksen, in die tijd het derde niveau. De club kon er zich handhaven in de middenmoot, ook nadat op het eind van de oorlog de competities weer onderbroken werden. In 1947 strandde men echter op een laatste plaats en zo degradeerde men weer naar de provinciale reeksen.
Bevel FC kon niet meer terugkeren in de nationale reeksen, en bleef in de provinciale reeksen spelen, waar het verder wegzakte tot op het allerlaagste niveau, Vierde Provinciale.
In 2011/12 behaalde Bevel na 31 jaar de titel in Vierde Provinciale, en promoveerde weer naar Derde Provinciale. In 2012/13 kon Bevel meteen doorstoten naar Tweede Provinciale via de eindronde.
In het seizoen 2019-2020 stond de ploeg eerste met nog maar 5 verliespunten tijdens de winterstop. Exact 2 jaar ervoor stonden ze nog troosteloos laatst tijdens dezelfde periode.

In het seizoen 2022-2023 speelde FC Bevel kampioen in Tweede A, waardoor de ploeg in 2023-24 uitkomt in Eerste Provinciale.
Ze hebben een zeer goede jeugdwerking waar er veel bekers en toernooien werden gewonnen, zowel regionaal als nationaal.

## Resultaten
| Seizoen | Klasse | Klasse | Klasse | Klasse | Klasse | Klasse | Klasse | Klasse | Klasse | Reeks                                                    | Punten                                                   | Opmerkingen                                              |
|         | I      | I      | II     | III    | IV     | P.I    | P.II   | P.III  | P.IV   |                                                          |                                                          |                                                          |
| ------- | ------ | ------ | ------ | ------ | ------ | ------ | ------ | ------ | ------ | -------------------------------------------------------- | -------------------------------------------------------- | -------------------------------------------------------- |
| 2008/09 |        |        |        |        |        |        |        |        | 11     | Vierde Prov. Antw. B                                     | 38                                                       |                                                          |
| 2009/10 |        |        |        |        |        |        |        |        | 3      | Vierde Prov. Antw. C                                     | 65                                                       |                                                          |
| 2010/11 |        |        |        |        |        |        |        |        | 3      | Vierde Prov. Antw. C                                     | 61                                                       |                                                          |
| 2011/12 |        |        |        |        |        |        |        |        | 1      | Vierde Prov. Antw. D                                     | 75                                                       |                                                          |
| 2012/13 |        |        |        |        |        |        |        | 4      |        | Derde Prov. Antw. C                                      | 56                                                       | Promotie via eindronde                                   |
| 2013/14 |        |        |        |        |        |        | 11     |        |        | Tweede Prov. Antw. A                                     | 34                                                       |                                                          |
| 2014/15 |        |        |        |        |        |        | 9      |        |        | Tweede Prov. Antw. B                                     | 36                                                       |                                                          |
| 2015/16 |        |        |        |        |        |        | 10     |        |        | Tweede Prov. Antw. B                                     | 38                                                       |                                                          |
|         | 1A     | 1B     | 1Am    | 2Am    | 3Am    | P.I    | P.II   | P.III  | P.IV   | Vanaf 2016-17 zijn er 3 nationale en 2 regionale niveaus | Vanaf 2016-17 zijn er 3 nationale en 2 regionale niveaus | Vanaf 2016-17 zijn er 3 nationale en 2 regionale niveaus |
| 2016/17 |        |        |        |        |        |        | 13     |        |        | Tweede Prov. Antw. A                                     | 23                                                       |                                                          |
| 2017/18 |        |        |        |        |        |        | 8      |        |        | Tweede Prov. Antw. B                                     | 38                                                       |                                                          |
| 2018/19 |        |        |        |        |        |        | 9      |        |        | Tweede Prov. Antw. B                                     | 40                                                       |                                                          |
| 2019/20 |        |        |        |        |        |        | 1      |        |        | Tweede Prov. Antw. B                                     | 69                                                       |                                                          |
| 2020/21 |        |        |        |        |        | -      |        |        |        | Eerste prov. Antwerpen                                   | -                                                        | Seizoen geschrapt wegens Covid-19                        |
| 2021/22 |        |        |        |        |        | 14     |        |        |        | Eerste prov. Antwerpen                                   | 24                                                       | Degradatie                                               |
| 2022/23 |        |        |        |        |        |        | 1      |        |        | Tweede Prov. Antw. A                                     | 73                                                       | Kampioen                                                 |
| 2023/24 |        |        |        |        |        | 1      |        |        |        | Eerste prov. Antwerpen                                   | 60                                                       | Kampioen                                                 |
| 2024/25 |        |        |        |        | 16     |        |        |        |        | Derde afdeling VV B                                      | 10                                                       | Degradatie                                               |
| 2025/26 |        |        |        |        |        |        |        |        |        | Eerste prov. Antwerpen                                   |                                                          |                                                          |

## Bekende spelers
- Walter Vercammen

 Tom Verelst
- Yves De Winter (jeugd)
- Yannick De Winter